# Super six
Super six byl turnaj, ve kterém se utkávali mistři šesti nejlepších hokejových lig v Evropě. Byl pořádán IIHF a všechny jeho ročníky se odehrály v Rusku v Sankt Petersburgu. Vznikl v roce 2005 jako následovník Evropské hokejové ligy a jeho poslední ročník se odehrál v roce 2008. Od ročníku 2008-09 byl nahrazen Hokejovou ligou mistrů.

## Formát turnaje
Mistři šesti nejlepších hokejových lig v Evropě byli rozlosováni do dvou skupin po třech týmech, které se utkaly ve skupině každý s každým. Skupiny byly, od roku 2006, pojmenovány po legendárních hokejistech Ivanu Hlinkovi a Alexandru Ragulinovi. Vítězové obou skupin se následně utkali o celkové prvenství ve finále.

## Vítězové
| Ročník | Vítěz                  | Výsledek finále | Poražený finalista | Místo konání            | Český hráč v mužstvu vítězů   |
| ------ | ---------------------- | --------------- | ------------------ | ----------------------- | ----------------------------- |
| 2005   | Avangard Omsk          | 2:1 P           | Kärpät Oulu        | Sankt Petersburg, Rusko | Jaroslav Bednář, Jaromír Jágr |
| 2006   | OHK Dynamo Moskva      | 5:4 SN          | Kärpät Oulu        | Sankt Petersburg, Rusko | Václav Pletka, Pavel Rosa     |
| 2007   | Ak Bars Kazaň          | 6:0             | HPK Hämeenlinna    | Sankt Petersburg, Rusko | Jan Novák                     |
| 2008   | Metallurg Magnitogorsk | 5:2             | HC Sparta Praha    | Sankt Petersburg, Rusko | Jaroslav Kudrna, Jan Marek    |